# 라켈 소피아
라켈 소피아(Raquel Sofía)는 푸에르토리코의 싱어송라이터이다.